# Otwayite
L'otwayite è un minerale.